# Cocina de retención del calor

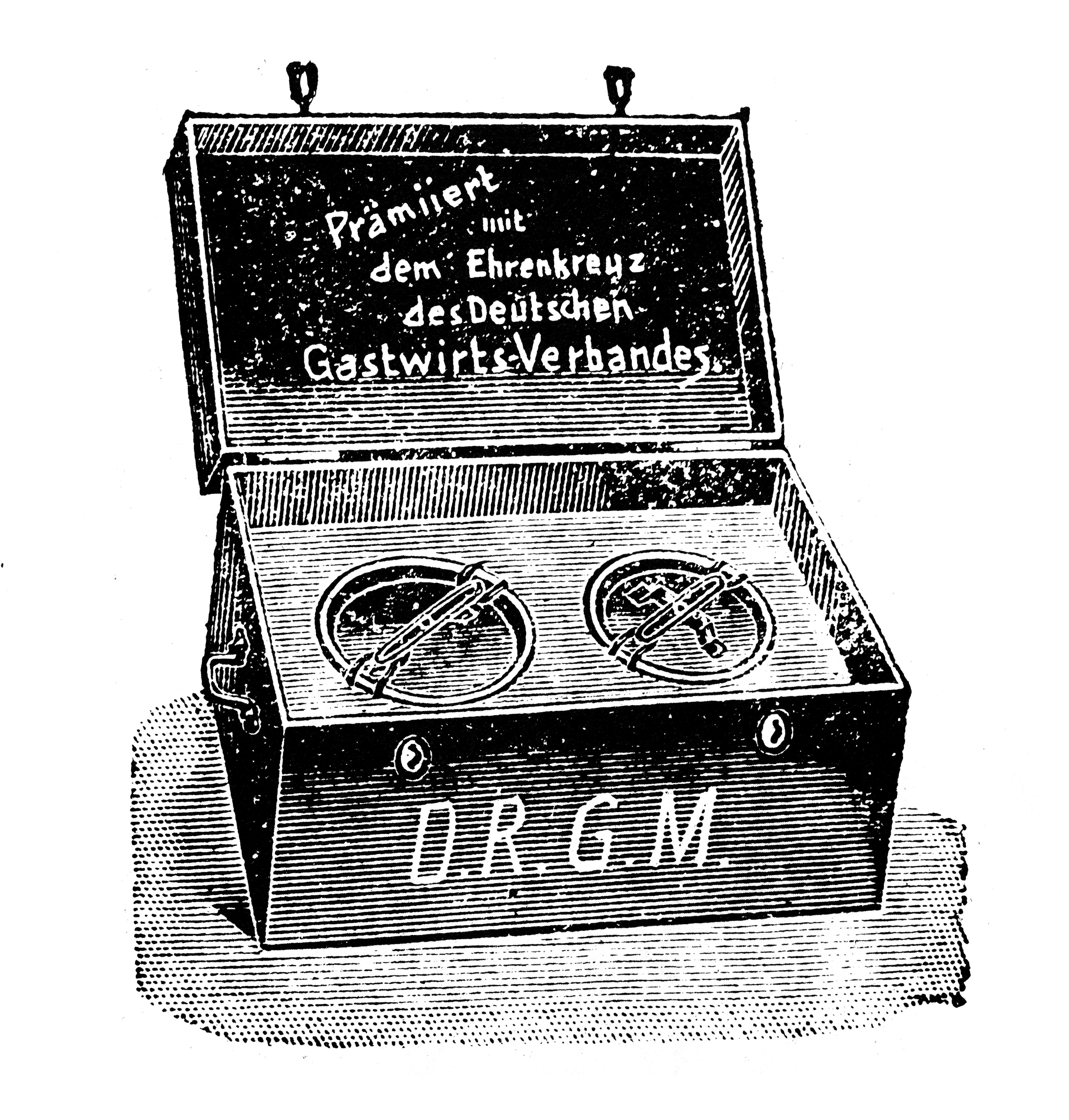
Caja de heno alemana de finales del siglo XIX

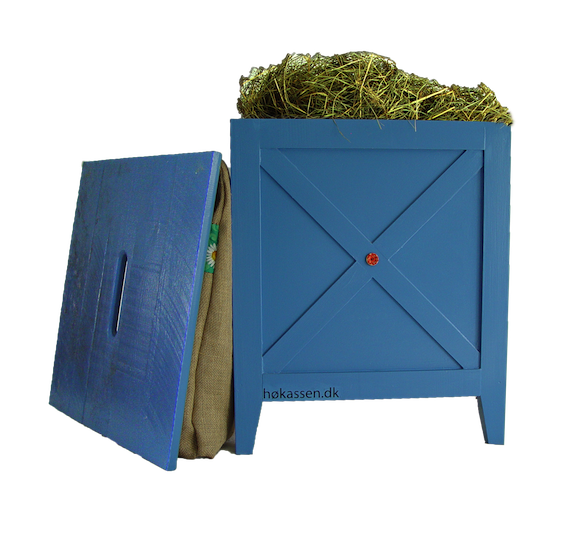
Haybox azul

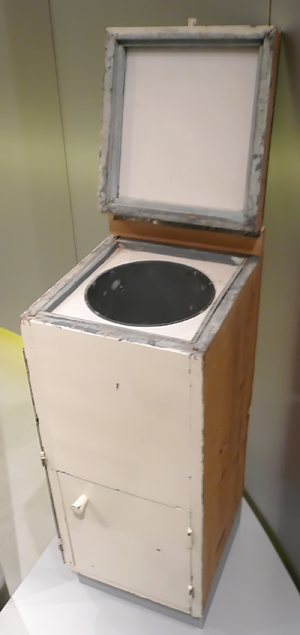
Cocina sin fuego de la cocina de Frankfurt kitchen (1926-1930) con la tapa abierta

Una cocina de retención de calor, cocina de calor retenido, caja de heno, caja de paja, cocina sin fuego u olla de aislamiento, es una cocina que utiliza el calor de la comida que se cocina para completar el proceso de cocción.
Los alimentos que se cocinan son calentados a punto de ebullición y luego se aíslan. Durante un período de tiempo, los alimentos se cocinan por el calor capturado en el recipiente aislado. Por lo general, en una caja de heno se guarda el calor durante tres veces el tiempo de cocción normal de los alimentos.